# Emirat al Emiratelor Arabe Unite
Emiratele Arabe Unite este o țară formată din 7 emirate (imarat; singular: imarah).
| Steag | Emirat         | Denumirea Arabă          | Capitală       | Populație | % din totalul populației | Suprafață (km²) | Suprafață (mi²) | % din suprafața totală | Densitate |
| ----- | -------------- | ------------------------ | -------------- | --------- | ------------------------ | --------------- | --------------- | ---------------------- | --------- |
|       | Abu Dhabi      | أبو ظبي                  | Abu Dhabi      | 1.678.000 | 38.8%                    | 67.340          | 26.000          | 86.7%                  | 25        |
|       | Ajman          | عجمان                    | Ajman          | 258.000   | 6.0%                     | 259             | 100             | 0.3%                   | 996       |
|       | Dubai          | دبي                      | Dubai          | 1.306.000 | 30.2%                    | 3.885           | 1.500           | 5.0%                   | 336       |
|       | Fujairah       | الفجيرة                  | Fujairah       | 127.000   | 2.9%                     | 1.165           | 450             | 1.5%                   | 109       |
|       | Ras al-Khaimah | رأس الخيمة               | Ras al-Khaimah | 205.000   | 4.7%                     | 1,684           | 650             | 2.2%                   | 122       |
|       | Sharjah        | الشارقة                  | Sharjah        | 678.000   | 15.7%                    | 2.590           | 1.000           | 3.3%                   | 262       |
|       | Umm al-Quwain  | أم القيوين               | Umm al-Qaiwain | 68.000    | 1.6%                     | 777             | 300             | 0.9%                   | 88        |
|       | EAU            | الإمارات العربية المتحدة | Abu Dhabi      | 4,320.000 | 100%                     | 77.700          | 30.000          | 100%                   | 56        |

|  |